# Neues Rathaus (Bad Kissingen)

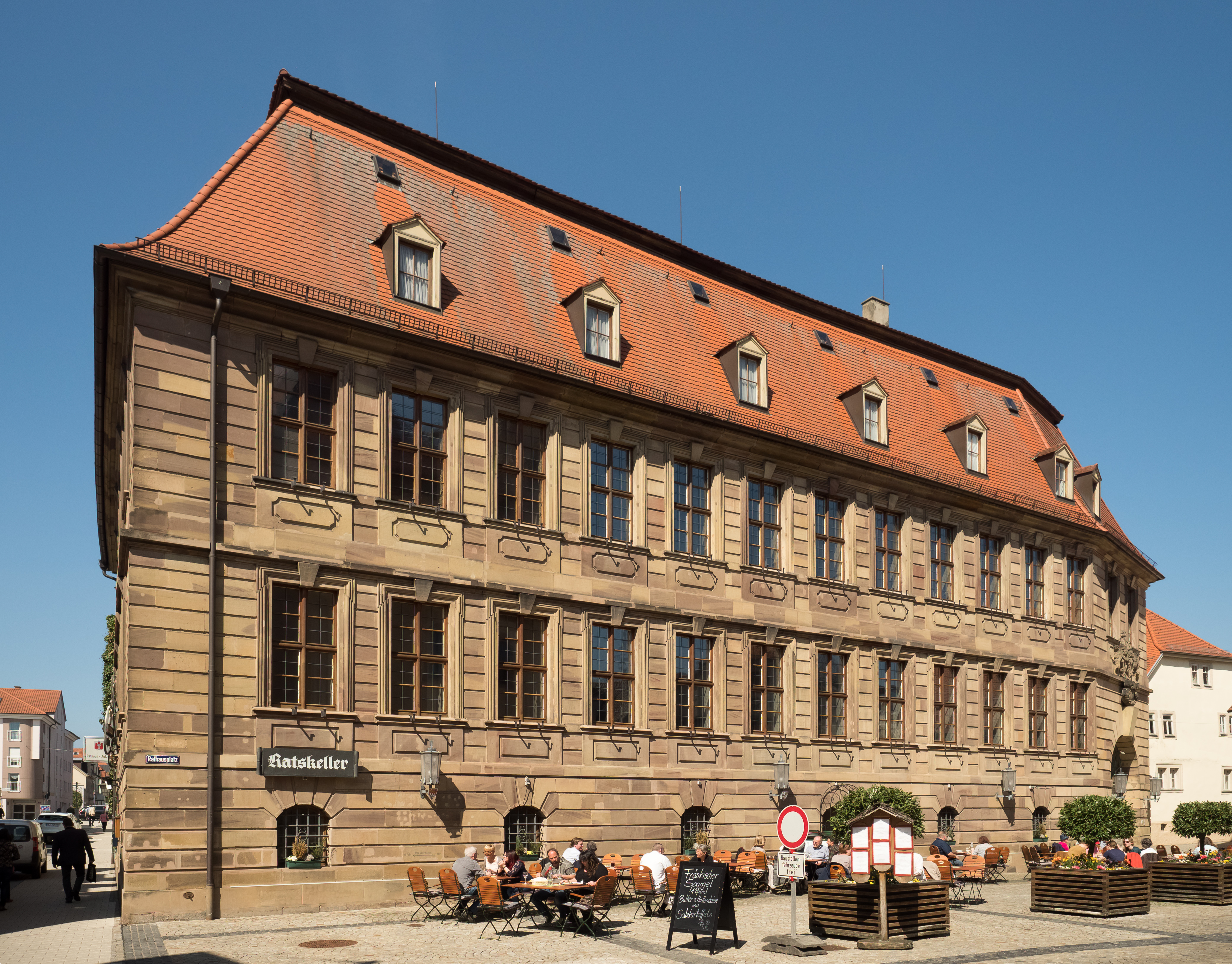
Heußleinscher Hof, seit 1929 Neues Rathaus

Das Neue Rathaus, vormals Heußleinscher Hof oder Heußleinsches Schloss, ist ein Baudenkmal im bayerischen Kurort Bad Kissingen (Rathausplatz 1), der Großen Kreisstadt des unterfränkischen Landkreises Bad Kissingen und ist unter der Nummer D-6-72-114-81 in der Bayerischen Denkmalliste registriert. Das Gebäude wurde im 18. Jahrhundert von Johann Dientzenhofer als Adelssitz für die Familie Heußlein von Eußenheim erbaut. Im Jahr 1928 wurde das Gebäude durch die Stadt Bad Kissingen erworben und dient seit 1929 als Neues Rathaus.

## Geschichte
Wie eine Inschrifttafel an der Tordurchfahrt bezeugt, entstand am Standort des heutigen Neuen Rathauses im Jahre 1590 die von Christoph von Schletten und seiner Frau Maria von Erthal erbaute „Schlettensche Kemenate“. Im Jahr 1634 ging die Anlage in den Besitz der Familie Heußlein von Eußenheim über. Heinrich Christoph Heußlein von Eußenheim (2. Mai 1656 – 31. August 1719) beauftragte im Jahr 1707 Architekt Johann Dientzenhofer zum Bau des Heußleinschen Schlosses, da die „Schlettensche Kemenate“ nicht mehr seinen Anforderungen genügte. Zu dieser Zeit hatte seine Familie einen inzwischen verschwundenen Ansitz ungefähr am heutigen Standort der Wahler’schen Brauerei in der Bachstraße nahe dem Heussleinschen Hof. Heinrich Christoph Heußlein von Eußenheim wandte sich höchstwahrscheinlich auf Empfehlung oder vielleicht sogar auf Vermittlung durch seinen Vetter Heinrich Freiherr von und zu der Tann an Dientzenhofer.
Neben der von Dientzenhofer entworfenen Schlossanlage Ullstadt ist das für die Familie Heußlein von Eußenheim errichtete Schloss das einzige Projekt des Baumeisters, zu dem Entwürfe in derart umfangreichen Umfang überliefert sind. Dietzenhofers Entwürfe lassen sich in drei Stadien einteilen und zwar in das „Ausgangsprojekt“, das „approbierte Projekt“ und das „verbesserte Projekt“. Das „Ausgangsprojekt“ beinhaltet einen „Aufriss zur Hauptfassade“, einen „Grundriss zum ersten Stock“ und einen „Grundriss zum zweiten Stock“. Im zweiten Entwurf, dem „approbierten Projekt“, unterscheiden sich die Grundrisse zu den beiden Stockwerken am deutlichsten durch eine um fünf Achsen verlängerte Hauptfront vom ersten Entwurf, dem „Ausgangsprojekt“. Im dritten Entwurf, dem „verbesserten Projekt“, wurden gegenüber dem „approbierten Projekt“ Schwachstellen in der Planung des zweiten Stockwerkes behoben.
In den 1860er Jahren berichtete Schlossherr Philipp von Heußlein von einer Geistererscheinung im Schloss. Zur gleichen Zeit soll die Kissinger Marienkapelle, auf deren Kapellenfriedhof die Gruft der Familie errichtet wurde, drei Nächte lang hell erleuchtet gewesen sein.
Als nach dem Tod von Karl Freiherr Heußlein von Eußenheim das Geschlecht Eußenheim erloschen war, wurden die Namen und Wappen der Familien von Lochner und von Heußlein durch Erlass von König Ludwig II. zusammengelegt. Der Erlass ging auf eine Eingabe von Christian von Lochner vom 1. November 1870 zurück. In den 1880er Jahren wurden die flachen Dachgauben durch Dachgauben in Giebelform ersetzt und die Mansardenräume im zweiten Stockwerk ausgebaut. Im Jahr 1887 wurde das Anwesen von Reichskanzler Otto von Bismarck besucht, der viel Gefallen an dem bei der Freitreppe aufgestellten Barockschrank von Schlossherr Christian von Lochner fand.
Unter Christian von Lochners Sohn Karl von Lochner wurde das Schloss unter Leitung von Architekt Paul Schultze-Naumburg in den Jahren 1907 und 1908 renoviert sowie u. a. mit Zentralheizung und elektrischem Licht modernisiert. Karl von Lochner richtete sich im Hochparterre des Schloss-Längstraktes eine eigene Arztpraxis ein. In diesem Zusammenhang ergänzte er im Jahr 1924 eine heute nicht mehr vorhandene Außentreppe zum Schlosshof, um bei Notfalleinsätzen Zeit sparen zu können. Im Jahr 1908 musste der Garten einem neugebauten Mietshaus weichen, das „Neues Schloss“ genannt wurde. Im Jahr 1920 wurde der Schlosskeller zum heutigen Weinlokal ausgebaut.

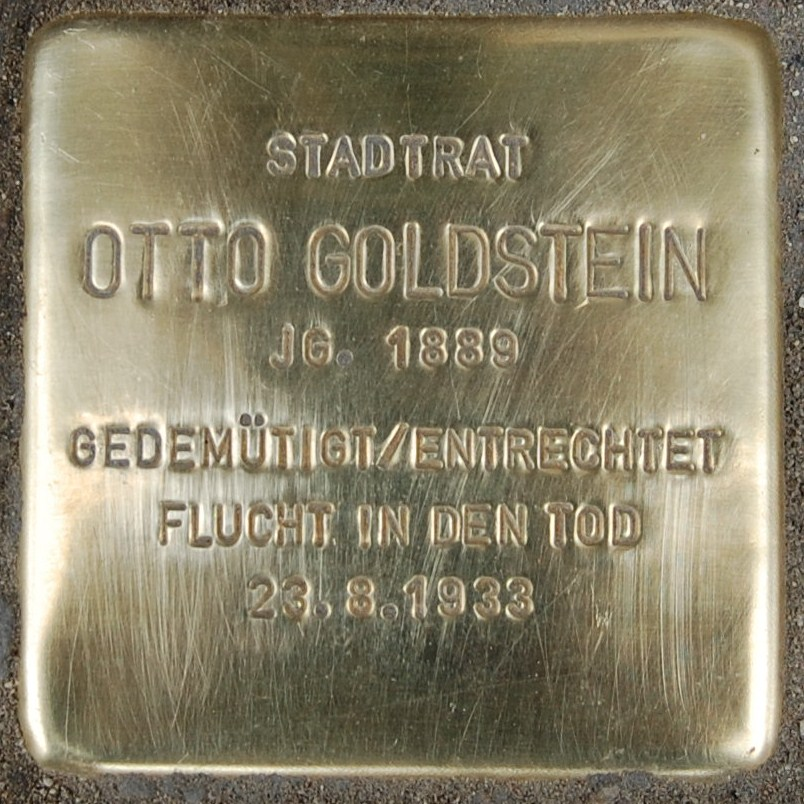
Stolperstein für Otto Goldstein

Um die Jahrhundertwende vom 19. zum 20. Jahrhundert wurde das Schloss von Persönlichkeiten wie Daniela von Bülow (in Begleitung von Janusz Radziwiłł), Raoul Koczalski, Max Reger und Hermine von Schoenaich-Carolath besucht.
Beim Tod von Karl Lochner am 24. Dezember 1927 soll der Wappenstein aus seinem alten Siegelring herausgesprungen und in zwei Teile zerbrochen sein; zudem soll die aufgezogene Taschenuhr auf dem Nachttisch um 15:15 Uhr, dem Todeszeitpunkt, stehengeblieben sein. Da seine Witwe Bertha von Lochner sich außerstande sah, das Schloss zu halten, und auch ihre Kinder kurz davor waren, die Stadt wegen Studiums zu verlassen, verkaufte sie im Frühjahr 1928 das Anwesen an die Stadt. Diese suchte für die bis dahin im heutigen Alten Rathaus untergebrachte Verwaltung des im Wachstum begriffenen Bad Kissingen ein neues Rathaus.
Während der NS-Zeit wurde im April 1933 Otto Goldstein wegen seiner jüdischen Herkunft aus dem Stadtrat ausgeschlossen und nahm sich im August 1933 das Leben. An ihn erinnert ein vor dem Rathaus befindlicher Stolperstein.
Im Jahr 1962 wurde das Anwesen Rathausplatz 4 (ehemaliger Füllbach'scher Hof), im Jahr 1976 das ehemalige Pfarrhaus am Rathausplatz 2 zum Nebengebäude des Rathauses umfunktioniert.

## Eigentümer und Besitzer des Schlosses
| Heinrich Christoph Heußlein von Eußenheim (geb. 28. Mai 1656; gest. 31. August 1719); verheiratet mit Maria Charlotte Wilhelmine von Rothenhan (geb. 1699; gest. 1756)                              |
| Heinrich Hartmann Ignaz Donat Heußlein von Eußenheim (geb. 17. Februar 1720; gest. Mai 1788); verheiratet mit Josepha Veronica Amalia Veronika von Münster (geb. [wahrscheinlich] 1715; gest. 1767) |
| Adam Joseph Maria Valentin Donat Heußlein von Eußenheim (geb. 1755; gest. 11. November 1830); verheiratet mit Therese Philippine von Mauchenheim, genannt Bechtolsheim                              |
| Philipp Heinrich Christoph Aloys Donat Heußlein von Eußenheim (geb. 28. Juni 1808; gest. 7. August 1870); verheiratet mit Mathilde Caroline von Syberg (geb. 7. Juni 1819; gest. 1887)              |
| Adelheid Mathilde Philippina Heußlein von Eußenheim (geb. 1837; gest. 1907); verheiratet mit Christian Anton Josef Justin Philipp Lochner von Hüttenbach                                            |
| Karl Lochner von Heußlein, gen. Heußlein von Eußenheim (geb. 1868; gest. 24. Dezember 1927); verheiratet mit Bertha Elisabeth Zilliken (geb. 1886; gest. Mai 1978)                                  |
| (seit 1928) Stadt Bad Kissingen |